# Oreogeton nigricornis
Oreogeton nigricornis är en tvåvingeart som beskrevs av Philippi 1865. Oreogeton nigricornis ingår i släktet Oreogeton och familjen Oreogetonidae. Inga underarter finns listade i Catalogue of Life.